# Arícera e Goujoim
Arícera e Goujoim (oficialmente: União das Freguesias de Arícera e Goujoim) é uma freguesia portuguesa do município de Armamar com 10,65 km² de área e 185 habitantes (censo de 2021). A sua densidade populacional é 17,4 hab./km².

## História
Foi constituída em 2013, no âmbito de uma reforma administrativa nacional, pela agregação das antigas freguesias de Aricera e Goujoim e tem sede em Aricera.
Os inúmeros vestígios arqueológicos encontrados em Goujoim são prova mais que evidente da ocupação remota deste lugar. Goujoim é talvez a localidade com o património arqueológico mais rico de todo o município.
O interesse arqueológico pode perceber-se se enumerarmos alguns pontos de interesse que merecem uma visita: o castro situado numa eminência rochosa voltada para o Tedo com grande parte das suas muralhas ainda intacta; a necrópole do Mogo composta por diversos túmulos, um deles antropomórfico (com a forma do corpo humano); o marco miliário, exemplar único em Portugal, só se conhecendo a existência de mais dois em Espanha; a fonte romana situada na zona do castro, o pelourinho na praça central da aldeia, exemplar único no Município, entre muitos outros.
De facto Goujoim é uma aldeia repleta de história. Sede de Concelho na primeira metade do século XVI conserva ainda a casa da Câmara (e cadeia) com a sineira medieval, atributo das residências municipais e o pelourinho (segunda metade do século XVII). A importância histórica de Goujoim está também bem patente no número de casas solarengas que preenchem o centro habitacional da aldeia, com especial destaque para a Casa Preta.

## Geografia
Arícera fica a sudeste de Armamar. Do património histórico destacam-se vestígios da civilização dolménica, da ocupação castreja e ainda a igreja matriz de invocação a São Cristóvão, em tempos filial da igreja de São Miguel de Armamar. A agricultura praticada é de mera subsistência, uma vez que o solo, característico de região montanhosa e de declives acentuados, é pobre. Os produtos mais cultivados ao longo dos tempos têm sido o cereal (centeio e cevada), a batata e, mais recentemente, a maçã e a pêra.
Goujoim está situada a leste de Armamar, junto do rio Tedo. É um povoado concentrado com arquitetura característica das aldeias isoladas. Da localidade faz ainda parte o lugar da Ribeira de Goujoim. O lugar da Ribeira de Goujoim, situado na margem direita do rio Tedo, é também um pequeno povoado caracterizado por uma vida comunitária com laços estreitos de vizinhança e onde as tradições comunitárias já desaparecidas em todo o lado aqui se fazem ainda sentir. É na Ribeira de Goujoim que se encontram as Caldas da Moura, ou Fonte de D. Moira. Aqui a natureza fez nascer uma água considerada por muitos médicos e especialistas como benéfica para cura de muitas doenças. Esta água foi muito usada pelo médico municipal, Dr. Scipião José de Carvalho (1865-1926) em doentes seus tendo alcançado bons resultados. Também o médico Dr. João de Araújo Correia a usou, tendo deixado um opúsculo (1948) em que refere casos de sucesso na cura de doenças por administração desta água. Infelizmente, a mobilização de terras para abertura de uma estrada terá provocado a mistura de diferentes nascentes e esta água com propriedades tão particulares terá perdido as suas características Singulares.

## Demografia
A população registada nos censos foi:
| Ano  | 0-14 Anos | 15-24 Anos | 25-64 Anos | > 65 Anos |
| 2001 | 51        | 52         | 151        | 84        |
| 2011 | 18        | 27         | 111        | 59        |
| 2021 | 13        | 17         | 97         | 58        |

À data da junção das freguesias, a população registada no censo anterior foi:
| Freguesia atual   | Freguesia atual  | Freguesia atual | Freguesias antigas | Freguesias antigas | Freguesias antigas |
| Freguesia         | População (2011) | Área (km²)      | Freguesia          | População (2011)   | Área (km²)         |
| ----------------- | ---------------- | --------------- | ------------------ | ------------------ | ------------------ |
| Aricera e Goujoim | 215              | 10,65           | Aricera            | 157                | 4,03               |
| Aricera e Goujoim | 215              | 10,65           | Goujoim            | 58                 | 6,62               |